# Michel de Castelnau
Michel de Castelnau, Sieur de la Mauvissière (Neuvy-le-Roi, 1517 – Joinville, 1592), è stato un diplomatico francese.
Michel de Castelnau, nato presso La Mauvissière, adesso parte del comune di Neuvy-le-Roi, fu un soldato francese, successivamente diplomatico al servizio di sei re di Francia dal 1547 al 1592: Francesco I di Valois, Enrico II di Valois, Francesco II di Valois, Carlo IX di Valois, Enrico III di Valois, Enrico IV di Borbone. Il suo nome è legato alle importanti vicende che in quegli anni videro coinvolte Francia, Inghilterra e Scozia. Raccolse in un testo, Mémoires, le vicende della sua vita.